# The Proposition (pel·lícula de 2005)
The Proposition és una pel·lícula australo-britànica dirigida per John Hillcoat, estrenada l'any 2005.
Es tracta d'un western situat al outback australià, al final del segle xix, integralment escrit per Nick Cave, que en compon igualment la música. Reuneix actors com Guy Pearce, Emily Watson, Ray Winstone, Danny Huston o John Hurt. Ha estat doblada al català.

## Argument
A l'outback australià, al final del segle xix, dos homes situats als dos extrems de la llei fan un negoci secret i decisiu…El Capità Stanley s'ha jurat "civilitzar" el país salvatge australià. Els seus homes han capturat dos dels quatre germans de la banda Burns: Charlie i Mike. Els bandits han estat jutjats responsables de l'atac de la granja Hopkins i de l'assassinat de tota una família.
Arthur, el més gran dels germans Burns i cap de la banda, s'ha refugiat a la muntanya. El Capità Stanley proposa llavors un negoci a Charlie: trobar el seu germà gran a canvi del seu perdó, i salvar la vida del jove Mike. Charlie només té nou dies…

## Repartiment
- Guy Pearce: Charlie Burns
- Ray Winstone: capità Stanley
- Emily Watson: Martha Stanley
- Danny Huston: Arthur Burns
- John Hurt: Jellon Lamb
- David Wenham: Eden Fletcher
- Robert Morgan: Sergent Lawrence
- Boris Brkic: oficial Halloway
- Gary Waddell: oficial Davenport
- Richard Wilson: Mike Burns
- Noah Taylor: Brian O'Leary
- Mick Roughan: Mad Jack Bradshaw
- Shane Watt: John Gordon
- David Gulpilil: Jacko
- Bryan Probets: oficial Dunn
- Oliver Ackland: Patrick Hopkins

## Premis i nominacions
- Festival internacional del film de Valencianes: Gran premi del jurat
- Australian Film Institute:
  - Millor fotografia per a Benoît Delhomme
  - Millors disfresses per a Margot Wilson
  - Millor música original per a Nick Cave, Warren Ellis
  - Millor producció
- Film Critics Circle of Australia:
  - Millor fotografia per a Benoît Delhomme
  - Millor música original per a Nick Cave, Warren Ellis
- Chlotrudis Award al millor guió per a Nick Cave
- IF Awards:
  - Millor film
  - Millor fotografia per a Benoît Delhomme
  - Millor música per a Nick Cave, Warren Ellis
  - Millor producció
- Premis San Diego Film Critics al millor actor secundari per a Ray Winstone
- Mostra de Venècia 2005: Premi Gucci al millor guió per a Nick Cave